# Hubert Macháně
Hubert Macháně byla první[zdroj⁠?!] česká Oi! hudební skupina pocházející z Liberce. Jejími členy byli bratři Mirek (baskytara) a Ivan Macháčkovi (kytara), na bicí hrál pozdější frontman skupiny Krucipüsk Tomáš Hajíček. Za svojí existenci vydali pouze jedno studiové album nazvané Zazdili nám WC!!.

## Tvorba
Tvorba skupiny byla převážně humorná, v jejím repertoáru se rovněž vyskytovaly dvě rasistické písně (Práskni negra (na obalu desky Petra) do hlavy a Bílej rajón). V roce 1991 skupina vystoupila na festivalu v Bzenci, kde Tomáš Hajíček vystrčil na hajlující diváky pozadí, za což byl později zejména ze strany skinheadského publika kritizován. Roku 1992 byl poslední koncert skupiny předčasně ukončen, protože někteří diváci z publika začali kvůli bzeneckému incidentu skandovat „Hajíček je prase!” a vše vyvrcholilo, když někdo zařval „Liberecký skíni se styděj za to, že jsou z Liberce!” a v tu chvíli skupina koncert ukončila a posléze se rozpadla.

## Nejznámější písně
- Děvky a chlast
- Hoja hoj
- Práskni Petra do hlavy
- Honza
- Plnou nádrž, Hansi go!